# Roger Ljung
Roger Ljung  (født 8. januar 1966 i Lomma, Sverige) er en svensk tidligere fodboldspiller (venstre back).
Ljung spillede på klubplan for blandt andet Lunds BK og Malmö FF i hjemlandet, for BSC Young Boys og FC Zürich i Schweiz samt for MSV Duisburg i Tyskland..
Ljung spillede desuden 59 kampe og scorede tre mål for Sveriges landshold. Han var en del af den svenske trup til VM 1990 i Italien, til EM 1992 på hjemmebane, og til VM 1994 i USA
Efter at have stoppet sin aktive karriere har Ljung arbejdet som agent.